# Gegen jede Regel
Gegen jede Regel ist ein US-amerikanischer Sport-Film aus dem Jahr 2000, der, basierend auf der wahren Geschichte von Herman Boone, den Rassismus der 1970er-Jahre in den Südstaaten der USA behandelt. Hauptdarsteller sind Denzel Washington und Will Patton. Die Jerry-Bruckheimer- und Walt Disney Pictures-Co-Produktion wurde im Verleih der Buena Vista in die Kinos gebracht.

## Handlung
Aus politischen Gründen werden zwei Highschools in Alexandria, Virginia zusammengelegt. Auf einmal müssen sich auch die schwarze Footballmannschaft unter Coach Herman Boone und das weiße Team von Coach Yoast miteinander arrangieren. Dank eines Trainingscamps unter der strengen Hand Boones finden die Jungen zueinander. Die beiden Starspieler der Mannschaften Julius und Gerry werden dort auch schließlich gute Freunde. Schnell müssen sie jedoch feststellen, dass die eigentliche Bewährungsprobe noch auf sie wartet: In der harten Realität außerhalb des Camps werden sie wieder mit Rassismus konfrontiert. Letztlich raufen sie sich jedoch zusammen und auch die beiden Coaches lernen einander schätzen. Gemeinsam gewinnen sie die Meisterschaft. Ihr Erfolg wird jedoch von Gerrys Autounfall überschattet, nach dem er querschnittgelähmt bleibt und fortan im Rollstuhl sitzen muss. Er gewinnt allerdings später eine Goldmedaille im Kugelstoßen bei den Paralympics. 10 Jahre später stirbt er.

## Bemerkungen
- Der Film war in den USA ein Überraschungserfolg und basiert auf einer wahren Begebenheit aus dem Jahr 1971.
- Der Titelsong ist Ain’t No Mountain High Enough von Marvin Gaye und Tammi Terrell.

## Einspielergebnis
Der Film war ein Erfolg an den Kinokassen. Bei einem Produktionsbudget von ungefähr 30 Mio. USD spielte der Film 136,7 Mio. USD ein, wovon 21,1 Mio. USD außerhalb der USA generiert wurden (u. a. Deutschland 678.872 USD, Österreich 159.801 USD).

## Kritiken
„Eher ein herkömmlicher Sportfilm denn ein Problemfilm.“

## Auszeichnungen
- Die Nominierung für den Golden Satellite Award für Denzel Washington im Jahr 2001
- Young Artist Award für Hayden Panettiere und die Nominierung in der Kategorie „Bestes Filmdrama“ im Jahr 2001
- Die Nominierung für den Teen Choice Award in der Kategorie „Bestes Filmdrama“ im Jahr 2001
- Auszeichnung mit dem Image Award in den Kategorien Bester Film und Bester Hauptdarsteller für Denzel Washington

## Medien

### DVD-Veröffentlichung
- Gegen jede Regel. Buena Vista Home Entertainment 2002

### Soundtrack
- Trevor Rabin u. a.: Remember the Titans. Original Soundtrack. Walt Disney Records/Edel 2001